# Les Brasiers de la colère
Pour plus de détails, voir Fiche technique et Distribution.
Les Brasiers de la colère ou Au cœur du brasier au Québec (titre original : Out of the Furnace) est un thriller américano-britannique coécrit et réalisé par Scott Cooper, sorti en 2013.

## Synopsis
Le destin de deux frères dans une ville de la ceinture industrielle du Nord-est des États-Unis (Rust Belt) : Russel, soudeur dans une usine et Rodney, ex-soldat traumatisé par la guerre en Irak.

## Fiche technique
- Titre original : Out of the Furnace
- Titre français : Les Brasiers de la colère
- Titre québécois : Au cœur du brasier
- Réalisation : Scott Cooper
- Scénario : Scott Cooper et Brad Ingelsby
- Photographie : Masanobu Takayanagi
- Montage : David Rosenbloom
- Musique : Dickon Hinchliffe
- Direction artistique : Thérèse DePrez
- Décors : Gary Kosko
- Costumes :
- Son :
- Producteurs : Michael Costigan, Leonardo DiCaprio, Ryan Kavanaugh, Jennifer Davisson Killoran, Ridley Scott, Tony Scott et Brooklyn Weaver
- Sociétés de production : Appian Way, Energy Entertainment, Red Granite Pictures, Relativity Media et Scott Free Productions
- Sociétés de distribution : Relativity Media (États-Unis) et Metropolitan Filmexport (France)
- Pays de production :  États-Unis,  Royaume-Uni
- Langue originale : Anglais américain
- Format : couleur - 35 mm Kodak - 2,35:1 - son Dolby numérique
- Genre : Drame, thriller et film de gangsters
- Durée : 116 minutes
- Dates de sortie : 
  - États-Unis : 6 décembre 2013
  - France : 15 janvier 2014[1]
- Public : interdit aux moins de 12 ans

## Distribution
- Christian Bale (V. F. : Jean-Pierre Michaël ; V. Q. : Antoine Durand) : Russell Baze
- Woody Harrelson (V. F. : Jérôme Pauwels ; V. Q. : Bernard Fortin) : Harlen DeGroat
- Casey Affleck (V. F. : Emmanuel Garijo ; V. Q. : Sébastien Reding) : Rodney Baze Jr.
- Forest Whitaker (V. F. : Emmanuel Jacomy ;  V. Q. : François L’Écuyer) : Wesley Barnes
- Willem Dafoe (V. F. : Éric Herson-Macarel ;  V. Q. : Sylvain Hétu) : John Petty
- Zoë Saldaña (V. F. : Ingrid Donnadieu ; V.  Q. : Catherine Proulx-Lemay) : Lena Warren
- Sam Shepard (V. F. : Hervé Bellon ; V. Q. : Jean-Marie Moncelet) : Red
- Charles David Richards (V. F. : Jean-François Lescurat) : Chaplain
- Tom Bower (V. F. : Paul Borne ; V. Q. : Denis Gravereaux) : Dan Dugan
- Angela Kaufman (V. F. : Déborah Perret) : Julie
- Boyd Holbrook (V. F. : Fabrice Trojani) : le gars tatoué
- Dendrie Taylor (V. F. : Laurence Charpentier) : la petite amie de DeGroat
- Tommy Lafitte (V. F. : Serge Faliu) : le prêtre

Source et légende : Version française (V. F.) sur AlloDoublage et RS Doublage Version française québécoise (V. Q.) sur Doublage Québec

## Production
Les scènes se déroulant en prison ont été tournées dans l'ancien pénitencier d'État de Virginie-Occidentale situé à Moundsville, en Virginie-Occidentale.

## Autour du film
- Ridley Scott fut le premier choix pour réaliser le film. Une fois son nom annoncé, Leonardo DiCaprio s'est vu proposer le rôle de Russell Baze mais il se retira du projet et Ridley Scott également. La réalisation du film fut donc attribuée à Scott Cooper et le rôle de Russell Baze fut donc attribué à Christian Bale. Viggo Mortensen et Billy Bob Thornton ont été sollicités pour le rôle de Harlan DeGroat, rôle qui sera tenu par Woody Harrelson. Tandis que pour le rôle de Rodney Baze, les premiers noms étaient Channing Tatum, Taylor Kitsch, Max Irons et Garrett Hedlund. Ce sera donc Casey Affleck qui incarnera le rôle.

## Récompenses et distinctions

### Nominations et sélections
- AFI Fest 2013
- Festival international du film de Rome 2013[7] : sélection officielle
- Satellite Awards 2013 : meilleur acteur dans un second rôle pour Casey Affleck